# Santiago Lavín Cuadra
Santiago Lavín Cuadra (Santander, 20 de julio de 1834-Ciudad de México, 16 de mayo de 1896) fue un agricultor y empresario español fundador de la ciudad duranguense de Gómez Palacio.

## Biografía
Nació el 25 de julio de 1834 en el barrio de Ahedo de la villa de Ampuero, en la que fue provincia de Santander y hoy es denominada Comunidad de Cantabria (España). En el año de 1864 llega a México en busca de fortuna y se radicó en la Comarca Lagunera, vivió la mayor parte de su vida en la hacienda de Noé ubicada actualmente al norte del Municipio De Gómez Palacio. De diversas maneras, algunas de ellas censurables, se hizo de una gran riqueza, adquiriendo en 1880 las tierras que junto con otras formaron el latifundio del Perímetro Lavín que llegó a tener 54 mil hectáreas, de ellas 18 mil laborables regadas por el Río Nazas. Esto dio motivo a que la parentela cercana y lejana de don Santiago abandonara sus regiones y llegaran a la tierra de promisión lagunera, a todos sus allegados los ayudó y los más emprendedores aparecieron como triunfadores en el comercio y la agricultura, cooperando al desarrollo de la ciudad.

## Nacimiento De Un Imperio En El Desierto
La hacienda de Noé era la capital del enorme latifundio, tenía bodegas para almacenar las cosechas anuales que se levantaban en sus extensas tierras de siembra, llegando a tener tanta importancia que la compañía del Ferrocarril se vio obligada a nombrar un jefe de estación para que se encargara del manejo de los embarques en decenas de furgones de los productos agrícolas. En la hacienda había corrales donde apacentaban cerca de mil mulas y en sus patios se apilaban grandes cantidades de aperos de labranza. Venía siendo en cierto modo el centro proveedor del área.

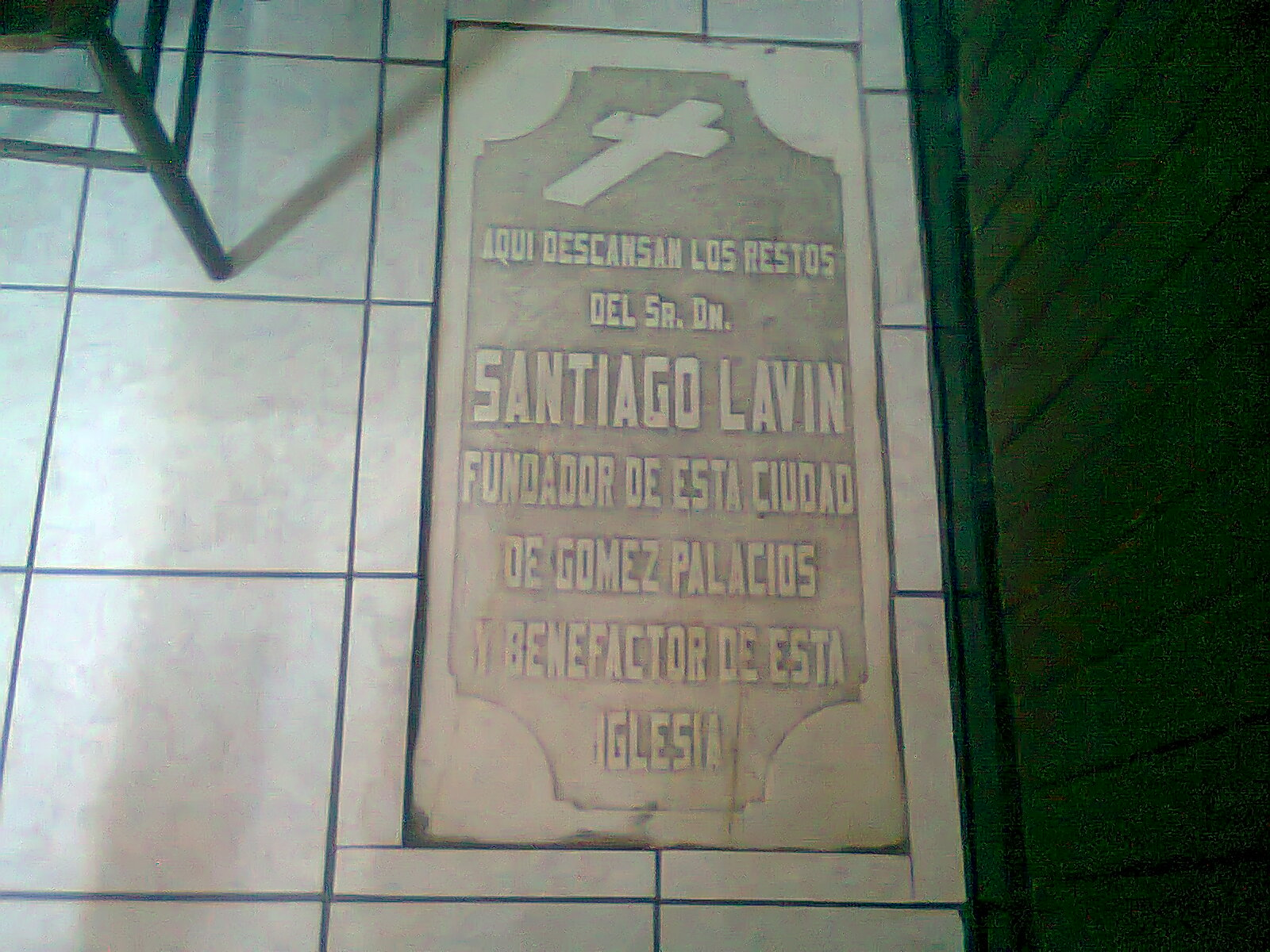
tumba de santiago lavín cuadra

## Fundación De Gómez Palacio
Para el año de 1883 el ferrocarril que pretendía unir la Ciudad de México con Ciudad Juárez tenía que tener un paso obligado por la Comarca Lagunera. Siendo Ciudad Lerdo el único poblado existente en dicha zona. La compañía de ferrocarril solicitó al pueblo de Lerdo permiso para poder instalar una estación en su ciudad, la cual fue instalada en la hacienda de Santa Rosa, en terrenos donados por el Sr, Santiago Lavin. Para el año de 1884 se inaugura la estación lerdo en los actuales terrenos de Gómez Palacio. En el mismo año se establece pequeña Caseta de madera del telegrafista a pie de las vías. A los pocos meses un anciano poblador levanta una carpa remendada donde se instaló el primer poblador de esos lugares,

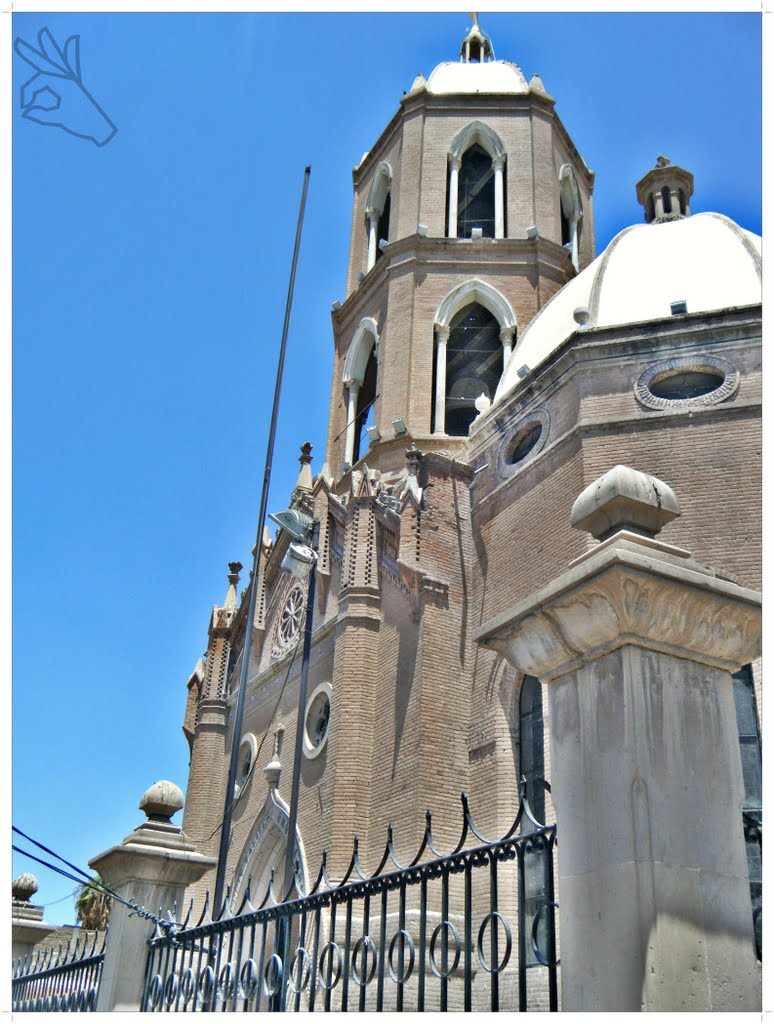
Templo donde están ubicados los restos de santiago lavín cuadra

que fue Ruperto Enríquez, a más tardé el propietario de esas tierras, Santiago Lavín le regaló un pedazo de terreno donde levantó una casa adobes. Después, un español llamado Epigmenio Rodallegas, levantó la segunda casa, donde estableció el primer comercio aprovechando el paso de los viajeros; al poco tiempo se levantaban las fincas de Hugo Franck y Federico Ritter., en cuya época se abrió la primera calle que después fue la avenida Hidalgo y que en la actualidad es la calle Independencia. Poco a poco fueron llegando hombres laboriosos que fueron limpiando de matorrales la llanura, estableciendo sus hogares.
Esos terrenos que se extendían hasta la antigua hacienda de Santa Rosa, pertenecían al latifundio del agricultor español Santiago Lavín, quien dadas las circunstancias, dio facilidades para que se levantara una ciudad, con el beneplácito del gobernador Juan Manuel Flores. Para el efecto Lavín donó una gran extensión de terreno y otro tanto fue expropiado del municipio de Lerdo, vendieron lotes sumamente baratos y gran número se regalaron con el compromiso de que, las personas que los recibieran, construyeran sus casas de inmediato. Asimismo se proporcionaron sin costo alguno espacios suficientes a los industriales para que instalaran fábricas. La única condición que puso el señor Lavín para vender y ceder sus terrenos, fue que la futura ciudad debería de llevar el nombre de Francisco Gómez Palacio, en recuerdo del licenciado Francisco del mismo apellido, quien había sido gobernador del estado de Durango y colaborador del presidente Juárez en asuntos internacionales; el distinguido abogado duranguense había sido amigo y apoderado de don Santiago y representándolo había ganado un litigio sobre derechos de agua a la Compañía Deslindadora de Tlahualilo.

## Declive Del Imperio Lavín
El latifundio que operaba con el nombre de Compañía Agrícola del Perímetro Lavín y Anexas, comenzó a tener problemas hasta desaparecer por completo. Había conseguido un fuerte préstamo de 5 millones de francos en París con la Société Francaise pur Industr de Mexique formada con tal objeto, para continuar trabajando las tierras, así como poder refaccionar a los agricultores a quienes les rentaron parte de ellas para que las cultivaran; pero al estallar la Revolución Mexicana los peones abandonaron las faenas en los campos para unirse al movimiento, y al no haber cosechas, los hacendados no pudieron cubrir los adeudos contraídos. La empresa se declaró en quiebra, siendo embargada por los banqueros franceses representados por el señor Federico Larriva, terminando su liquidación uno de los bancos regionales. La gente comentaba al ver el desplome del imperio agrícola, que lo del agua se había ido al agua.

## Muerte
El acaudalado terrateniente falleció en la Ciudad de México el 16 de mayo de 1896 a la edad de 62 años, sus restos fueron traídos a la hacienda de Noé y sepultados tajo los pilares del altar mayor de la capilla que con relativo lujo ordenó se construyera en la mencionada hacienda. Mucho tiempo después, probablemente en los años veinte, los restos del señor Lavín fueron exhumados y enterrados en el templo de Guadalupe de Gómez Palacio. Al ocurrir la muerte del potentado, la cuantiosa herencia pasó a manos de los hijos quedando como albacea don Gilberto que era el primogénito. Los otros hijos fueron:
Alejandro, Asunción, Romana, Concepción, Manuela, Modesta, Pablo y Benjamín Lavín Barquín Nacido en Santander España, quien su mismo Padre Don Santiago Lavín Cuadra trajo de España a México a la edad de 14 años, único hijo Español.

## Legado
Una calle de la ciudad de Gómez Palacio actualmente lleva el nombre de Santiago Lavín, recordando al hombre audaz que de la nada formara un latifundio de buenas tierras, de haciendas y ranchos, donde fue amo y señor por largos años hasta que la muerte truncó su existencia. Sin embargo, a pesar de todo, don Santiago mereció el cariño y respeto de los antiguos pobladores, y merece ser recordado por las actuales generaciones, porque a él se debe la fundación de Gómez Palacio.